# Oblates de Béthanie
Les Oblates de Béthanie  est une congrégation religieuse hospitalière et contemplative de droit pontifical. 

## Historique
La congrégation est fondée le 17 février 1901 à Parispar le Père Eugène Prévost et sa sœur Léonie sous le nom d'oblates du Saint Sacrement. Léonie Prévost abandonne la vie religieuse en 1910 et la direction de la congrégation est confiée à Marie Ribault, considérée comme deuxième fondatrice de l'institut. En 1911, de nombreuses sœurs de l'oratoire de saint Philippe Néri, une congrégation diocésaine fondée le 17 juin 1880 à Brest par Félix Jourdan de la Passardière, rejoignent les oblates qui prennent alors leur nom actuel.
En France, les vocations pour la nouvelle communauté sont peu nombreuses. Les sœurs arrivent alors au Québec en 1933. Elles s'installent d'abord à Pointe-du-Lac où s'est déjà établie la congrégation de la Fraternité Sacerdotale.
L'institut est érigé en congrégation de droit diocésain le 22 mai 1939 par le cardinal Verdier puis reconnu de droit pontifical le 19 mars 1985 par Jean-Paul II.

## Activités et diffusion

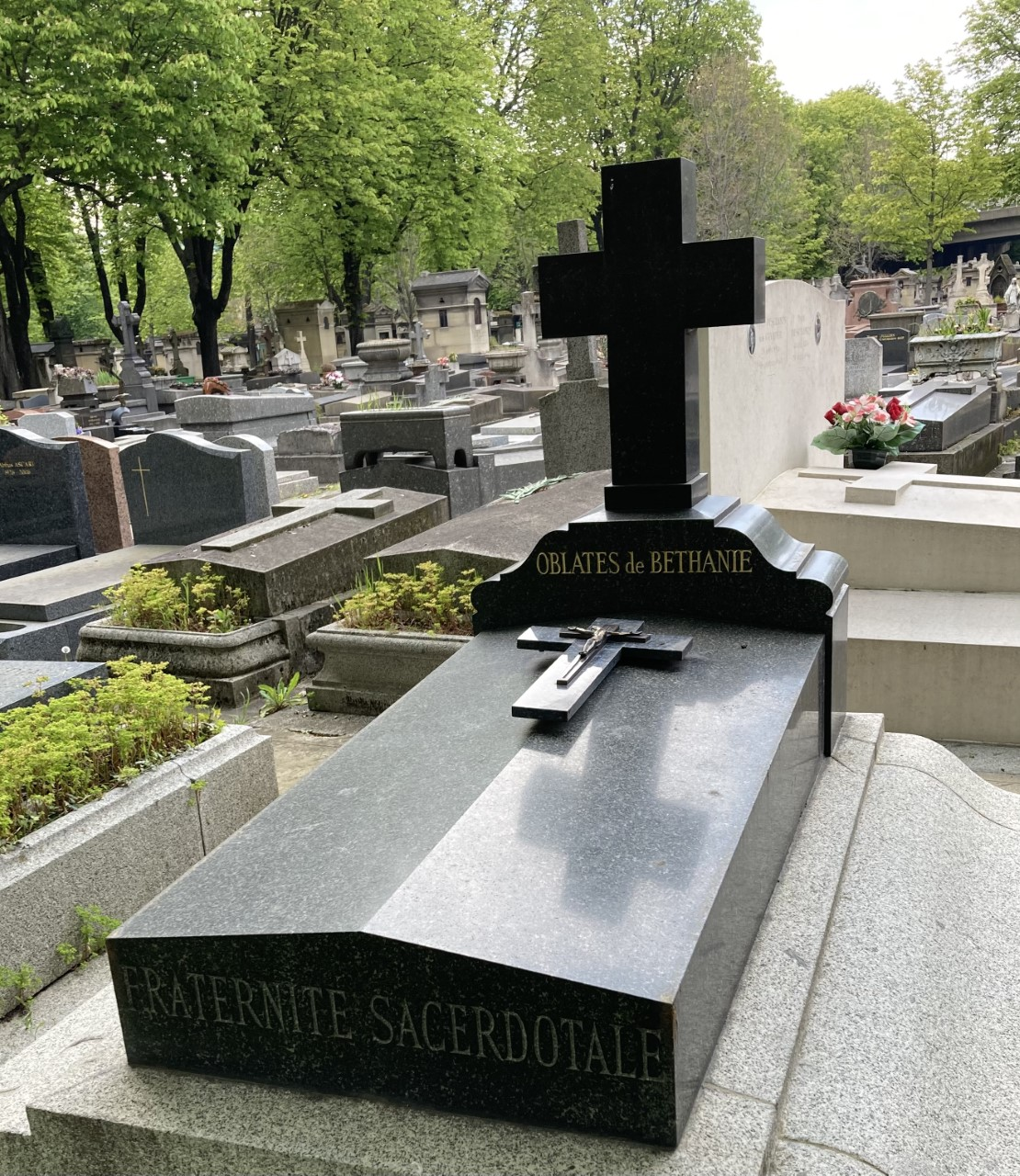
Sépulture des Oblates de Béthanie au cimetière des Batignolles (Paris).

Les sœurs aident les prêtres âgés et pratiquent l'adoration eucharistique.
Elles sont présentes au Canada, en France et en Colombie.
La maison-mère est au Québec.
En 2017, la congrégation comptait 62 sœurs dans 8 maisons.